# Satjam
SATJAM, s. r. o. je česká společnost, působí na českém a slovenském trhu od roku 1995, jako dodavatel a výrobce kovových lehkých střešních krytin, trapézových plechů, okapových systémů, konstrukčních profilů, PIR sendvičových panelů, stěnových kazet, střešních oken, klempířských doplňků a mnoha jiných výrobků používaných ve stavebnictví. V roce 2006 do společnosti kapitálově vstoupila firma Pruszyński a od roku 2007 je jejím 100% vlastníkem.[zdroj?] V roce 2018 společnost obdržela ocenění Česká kvalita - Osvědčeno pro stavbu, další dvě stejná ocenění dostaly výrobky firmy v roce 2024.

## Produkty
Vyrábí a dodává moderní střešní systém z ocelového nebo hliníkového plechu. Pro průmyslové aplikace – ocelové haly, logistické areály, výrobní závody, komerční centra apod. dodává trapézové plechy, PUR panely, fasádní obklady a panely nebo konstrukční profily.

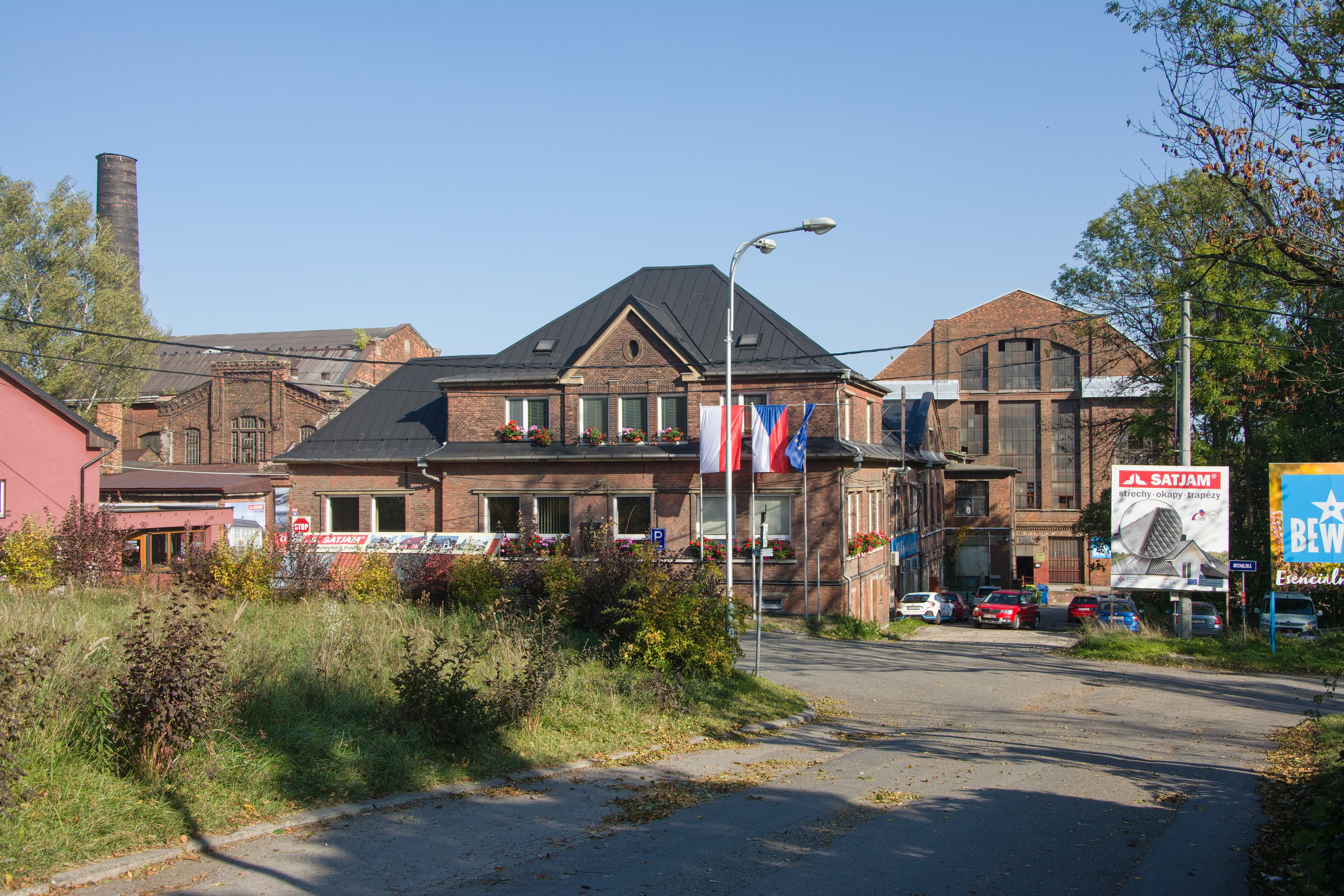
Budovy bývalého dolu Michálka, které využívá Satjam

## Výrobní areál
Výroba probíhá především ve výrobním závodě v Ostravě, který se nalézá v areálu bývalého dolu Michálka na Slezské Ostravě. Ve společnosti SATJAM bylo v roce 2024 celkem zaměstnáno 157 pracovníků. V roce 2011 proběhla výstavba nové výrobní haly v rámci projektu Brownfield Michálka.

## Certifikace
Jednotlivé procesy probíhají dle norem ISO 14001 a ISO 9001 (spadá do skupiny ISO 9000). Základ všech výrobků tvoří ocelový plech od velkých světových hutí, od roku 2013 společnost rozšířila výrobu o střešní krytiny z hliníkové slitiny. Střešní krytiny SATJAM získaly jako první v ČR ocenění kvality Czech Made[zdroj?] a národní značku kvality Česká kvalita - Osvědčeno pro stavbu.